# No Love
No Love è un singolo del rapper Eminem, pubblicato come terzo estratto dal settimo album in studio Recovery.
Al brano partecipa Lil Wayne, che ne à coautore insieme a Tony Hendrik, Junior Torello e Just Blaze, che ha curato anche la produzione.
Fu pubblicato come singolo il 5 ottobre 2010, cinque giorni dopo l'uscita del relativo video.
Per la produzione Just Blaze utilizzò un campionamento della hit anni novanta di Haddaway What is Love.
Con tale brano Eminem e Lil Wayne tornarono a collaborare dopo il successo di Forever, cui parteciparono anche Kanye West e Drake.
Il 28 febbraio 2018 RIAA lo certificò singolo multiplatino, avendo venduto oltre quattro milioni di copie sul mercato statunitense.

## Video musicale
Il video della canzone si ispira al film del 1984 Karate Kid - Per vincere domani e mostra le vicende di un ragazzino, grande fan dei due rapper, che viene continuamente maltrattato da tre suoi compagni scolastici e che, al termine del video, riesce finalmente a trovare la forza di reagire e di stendere i bulli.
Nella clip compaiono, oltre che a Lil Wayne ed Eminem, anche DJ Alchemist, Mr. Porter e Just Blaze, i quali sono ripresi mentre registrano la canzone insieme a Eminem nel suo studio di registrazione a Detroit.
Le parti di Lil Wayne sono state girate in anticipo rispetto a quelle di Eminem, poiché il rapper ha dovuto iniziare a scontare la pena di 8 mesi inflittagli dal tribunale di New York in seguito all'arresto per possesso illegale di arma da fuoco.
Il video ottenne la certificazione Vevo.

## Classifiche
| Classifica (2010) | Posizione Massima |
| ----------------- | ----------------- |
| Repubblica Ceca   | 49                |
| Slovacchia        | 80                |